# 华融
华融（？—256年），字德蕤，三国孙吴广陵郡江都县（今江苏扬州市）人。
华融随祖父避乱，住在山阴蕊山下。虽然年少，美有令志。当时皇象寓居山阴，吴郡张温来向皇象求学，想要找个住的地方。有人告诉张温：“蕊山下有华德蕤，虽然年少，美有令志，可以住他家。”张温于是住在华融家，朝夕和他谈论。张温官至选部尚书，于是擢升华融为太子庶子，官至左将军、录尚书事。
五凤三年（256年）滕胤密谋推翻孙綝，逼华融等人作书驳斥孙綝。华融不与滕胤合作，被滕胤所杀。

## 子孫
- 子华谞，黄门郎，与华融一起被害。华谞次子华谭，在西晋为秘书监[2]。